# 本庄事件
本庄事件（ほんじょうじけん）とは、1948年（昭和23年）に埼玉県児玉郡本庄町（現・本庄市）で起きた、朝日新聞通信部記者に対する暴力事件（脅迫罪・侮辱罪で告訴）とそれに端を発した朝日新聞と住民による暴力団追放キャンペーン、暴力団と癒着する行政の是正運動のことである。

## 概略
物資統制が多くの物資で行われていた時代。燃料・物資の闇取り引きが横行する本庄町では、元博徒の町議会副議長Oと暴力団河野組組長のBが町を牛耳り、町当局も警察や検察らも彼等の行為を黙認していた。これに対して、朝日新聞本庄通信部の岸薫夫記者がヤミ業者と警察・検察の癒着を報道した。こうした報道に対して反感を持つOが岸記者に対して暴行。岸薫夫記者は、Oを告発するとともに、朝日新聞紙上で「暴力の町」批判キャンペーンを展開。占領軍当局や町在住の学生、住民も動いて、町民大会を開催。検察はヤミ取引を行っていたOを起訴、河野組組長Bら3人が恐喝罪などの疑いで起訴。地元の警察署長、公安委員長、公安委員が辞職した。国会でも取り上げられ、NHKなども積極的に取り上げた。さらに単行本が出版され、映画化された。
朝日新聞のキャンペーンに対して、他の有力紙は共産党の存在にクローズアップしたり、裏付け取材をもとに「誤報」や「行き過ぎ」を指摘したりするなど、キャンペーンを掣肘する報道を行った。朝日新聞が孤立状態となり、それでもキャンペーンを完遂した背景には、当時の日本を司政していたGHQが与えた事実上の命令とバックアップの確約があった。

## 経緯
- 1948年8月7日、本庄町簡易裁判所、区検察庁の新庁舎の落成披露会開催中、織物業者と警察・検察幹部との癒着を指摘する記事を書いていた朝日新聞本庄通信部の岸薫夫記者が暴力団とつながりのある町議Oから、暴行、脅迫を受ける。その様子を裁判所、検察庁、警察署の関係者は黙認し、制止せず、立件しなかった。その後、O町議とつながりのある暴力団から脅迫を受ける[2][リンク切れ][出典無効]。岸はGHQ埼玉県軍政部に駆け込み、事態が知られることとなる[3]。
- 同年8月12日、埼玉県軍政部が不正と暴力の一掃を知事に指令。同時に朝日新聞社に対し「全力を挙げて本庄町のギャングを一掃せよ」とのメモランダムが交わされた[3]。
- 同年8月14日、岸薫夫記者は、本庄警察署にO町議を脅迫罪と侮辱罪で告訴した[4]。このことから町民から同様の恐喝被害など、様々な証言が寄せられるようになる。
- 同年8月17日、朝日新聞が「暴力の町」を批判するキャンペーンを紙面で展開[2]。警察は、岸に対する脅迫罪と侮辱罪事件を浦和地方検察庁熊谷支所に送致。

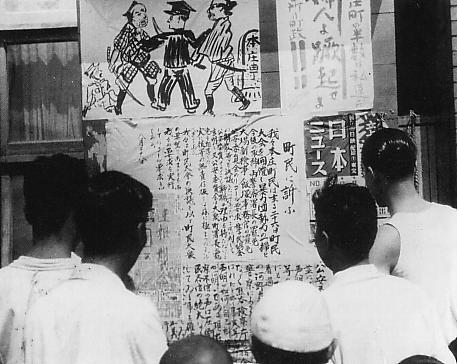
掲示板の壁新聞

- 同年8月20日、Oが町議、司法保護委員、本庄町警民協会理事辞任。河野組は同日までに解散、組長のBが恐喝事件で熊谷支所に書類を送致[4]。
- 同年8月21日、河野組のBを浦和地方検察庁起訴[4]。
- 同年8月26日、本庄町の小学校の校庭において本庄町政刷新期成同盟（同盟）主催の一万人規模の町民大会が開かれた[5]。前町議の推薦公安委員、自治体警察である本庄町の署長、国家地方警察の署長の辞職、暴力団取締の実施などの要求を決議[4]。軍政部も参席した町民大会

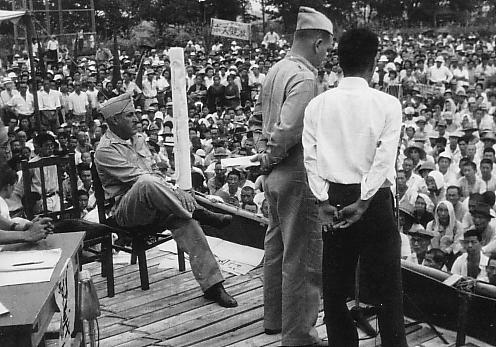
軍政部も参席した町民大会

- 同年9月1日、O町議を木炭37俵の闇取引について追起訴[4]。
- 同年9月3日、河野組のBら3人が恐喝罪などの疑いで起訴され、本庄町の公安委員長が辞職[4]。
- 同年9月4日、公安委員が3人と本庄警察署長が町長宛に辞表を提出[4]。
- 同年9月10日、参議院の治安及び地方制度委員会で、国家地方警察本部刑事部長から報告があり、O町議は賭博罪の前科（4犯）がある元博徒であり、本庄町の博徒の河野組の親分Bと兄弟の杯を交わしているという噂があることなどが報告された[4]
- 同年12月24日、参議院法務委員会でもさらに背後で糸を引く代議士など、大ボスの存在なども論及された[6]。
- 1949年、朝日新聞浦和支局同人著『ペン偽らず 本庄事件』が花人社から刊行される。
- 1950年、映画化される。

## 各政党との関係
1948年9月10日の参議院の治安及び地方制度委員会で、国家地方警察本部刑事部長から河野組の親分Bが民主自由党の青柳高一代議士に対して現金10万円の借金を申入れて断られ、脅迫したことなどが報告された。
吉川末次郎参議院治安及び地方制度委員長は、1948年9月27日の同委員会の冒頭で「大会等が共産党がやつておるのである」などという噂について、実地調査では、共産党も最初は参加していたが、中心人物が「共産党とはその運動を峻別して」取り組んでいることを明らかにした。
同年12月21日の参議院法務委員会では、同盟の検察庁や町当局の責任追及をする動きに反対して、同会を脱会し、新たに「本庄町愛長同志会」という別組織を結成した人物Cが証人として発言した。証人は、本庄町政刷新期成会の中心グループのひとつである読書会のDが共産党の人物であり、青年共産同盟（現・日本民主青年同盟）、日本共産党の地域組織が本庄警察署に対して申し入れを行ったことを証言した。
証人Cは、本庄事件を昭和電工事件などと結びつけて政府打倒の運動を展開しようとする共産党の動きに反対し、それを容認する同盟を脱会したのだという。証人Cは、本庄事件に関して共産党がビラを配布する時、町外の共産党関係者・支持者が応援に来ていると証言した。

同時に、証人Cは、自分が自由党の支持者であり、民主自由党の青柳高一と知り合いであることを認めた。

## 単行本の出版と映画化
1949年、朝日新聞浦和支局同人により『ペン偽らず 本庄事件』が花人社から刊行された。これが評判を呼び、日本映画演劇労働組合と日本映画人同盟と共同で劇映画を製作することになった。妨害があったが、志村喬出演、山本薩夫監督の『暴力の街』として、1950年2月26日に大映の配給で公開された。

## その他
岸は、後に通産官僚を経て日本貿易振興機構や国際協力機構の要職についた。